# Ramus frontalis nervi facialis
A ramus frontalis nervi facialis az arcideg egyik apró ága. A fültőmirigyből (glandula parotis) lép ki, 1–2 cm-re a fültől. 1 cm hosszú utat tesz meg.

## Elhelyezkedés
Bár gyakran a szuperficiális muszkuloaponeurotikus rendszerben (SMAS) futó idegszakaszként írják le, Agarwal  et al. 2010-ben kimutatták, hogy mélyebben, a fascia innominatán belül fut, lehetővé téve a SMAS biztonságos megemelését vagy felosztását a járomcsonti ív felső határán vagy afelett.